# Westby (Montana)
Pour les articles homonymes, voir Westby.
Westby est une municipalité américaine située dans le comté de Sheridan au Montana. Selon le recensement de 2010, sa population est de 168 habitants. La municipalité s'étend sur 0,54 milles carrés (1,4 km2).
La localité est fondée au début du XXe siècle dans le Dakota du Nord. Elle doit son nom à sa localisation dans l'ouest de l'État et à sa forte population danoise (« by » signifiant « ville » en danois). Quand le Minneapolis, St. Paul and Sault Ste. Marie Railroad est achevé en 1913, il passe à quelques kilomètres de la ville. Westby déménage donc l'année suivante de l'autre côté de la frontière, dans le Montana, pour s'installer sur la voie ferrée.